# Roger Guillemin
Roger Charles Louis Guillemin, francosko-ameriški endokrinolog, nobelovec, * 11. januar 1924, Dijon, Francija, † 21. februar 2024, San Diego, Združene države Amerike.
Znan je bil po ostrem rivalstvu s svojim nekdanjim tehnikom Andrewom V. Schallyjem, ki je vzpostavil konkurenčno raziskovalno skupino in tekmoval pri izolaciji ter karakterizaciji hormonov hipotalamusa, ki vplivajo na izločanje drugih hormonov. Za svoja odkritja sta si leta 1977 razdelila polovico Nobelove nagrade za fiziologijo ali medicino (drugo polovico je prejela Rosalyn Yalow za razvoj radioimunskega testa).

## Življenje
Rodil se je v družini inženirja in je po srednji šoli vpisal študij na Univerzi v Dijonu ter diplomiral leta 1942, študij medicine na višji stopnji pa je nato nadaljeval leta 1943, že med drugo svetovno vojno. V letih 1944–1945 ga je prekinil, da bi se udeležil odporniškega gibanja. Tako je v kasnejših fazah vojne pomagal tihotapiti ljudi v nevarnosti prek Švicarske Jure v nevtralno Švico. Po vojni se je udeležil predavanja kanadskega fiziologa Hansa Selyea o »splošnem odzivu organizma na stres«, ki ga je navdušilo, saj v Franciji takrat ni bilo nobene možnosti za znanstveno raziskovanje. Zato je leta 1948 emigriral v Kanado in se zaposlil pri njem. S podiplomskim študentom Claudeom Fortierjem se je posvetil teoriji Geoffreyja Harrisa, da možgani prek izločkov hipotalamusa vplivajo na izločanje hormonov hipofize, ki nato vplivajo na številne telesne funkcije. Zamisel, da možgani – organ za razmišljanje – izločajo tudi hormone, je bila tisti čas radikalna, a je Harris že priskrbel nekaj posrednih dokazov zanjo.
Tik pred zdravniškim izpitom, ki ga je še čakal v Dijonu, pa je Guillemin hudo zbolel za tuberkuloznim meningitisom, ki je takrat pomenilo smrtno obsodbo. Fortier ga je na lastno pest rešil z injekcijo izoniazida v možgansko ovojnico, verjetno prvo uporabo tovrstne terapije. Po več mesecih zdravljenja in okrevanja je končal priprave, diplomiral leta 1949 ter pridobil naziv doktorja medicine. Na Univerzi v Montréalu se je nato kot podiplomski študent usmeril v eksperimentalno endokrinologijo in se ukvarjal s fiziološkimi vplivi hormonov nadledvične žleze ter doktoriral leta 1953. Pred tem, leta 1951, se je poročil z Lucienne Jeanne Billard in imel z njo sina ter štiri hčere. 
Leta 1953 je sprejel ponudbo za položaj docenta na oddelku za fiziologijo Baylorjevega medicinskega kolidža v Houstonu in odšel v Združene države Amerike. Tam je imel boljše pogoje, a je moral na novo vzpostaviti raziskovalno skupino. Prelomen trenutek v njegovi karieri se je zgodil, ko mu je pionir tehnike celičnih kultur Charles Pomerat pokazal kulturo celic hipofize, ki proti pričakovanjem niso izločale hormonov. Guillemin jih je v svojem laboratoriju postavil skupaj s celicami hipotalamusa in uspešno pridobil adenokortikotropni hormon (ACTH) iz njih, kar je bil nov dokaz za Harrisovo teorijo. Vendar je bilo za prepričljiv dokaz treba to neznano snov izolirati in natančno karakterizirati. Nekaj let kasneje ga je zapustil kemik, ravno takrat pa je po spletu naključij iskal novo službo mladi Andrew V. Schally, ki se je prav tako ukvarjal z izločki hipotalamusa, ki sprožijo izločanje ACTH v hipofizi. Tako je 1957 postal Guilleminov kemik.
Delo je bilo težavno, saj je bilo s takrat dostopnimi analitskimi tehnikami izredno težko dokazovati kompleksne peptide v tako nizkih koncentracijah. Več let sta jih brez uspeha poskušala izolirati iz govejih hipotalamusov, ki sta jih dobila iz klavnic, zato je bila skupina deležna posmeha kolegov in tudi sama sta začela obupovati. Guillemin je leta 1960 odšel v Francijo kot predavatelj na Collège de France in si zagotovil vir ovčjih hipotalamusov, zato so ovce postale njegov nov modelni organizem. Vendar se situacija v Parizu dolgoročno ni izšla, zato se je leta 1963 vrnil v Houston, kjer je obdržal laboratorij, in postal naturalizirani ameriški državljan. Končano pa je bilo sodelovanje Schallyjem, ki je že leto prej izkoristil priložnost in odšel v New Orleans, kjer so mu ponudili lastno raziskovalno skupino.
Začelo se je večdesetletno rivalstvo, saj je bil Schally zagrizen in je vzpostavil praktično enako raziskovalno skupino, da bi nadaljeval z iskanjem hormonov hipotalamusa. Obdelava takšne količine vzorcev, da so pridobili 100 mg aktivne snovi, ni bila več znanstveni, temveč skoraj industrijski podvig, za katerega nihče razen njiju ni bil dovolj vztrajen. Namesto težavnega CRF sta skupini zdaj iskali dejavnika, ki vplivata na izločanje tirotropina in luteinizirajočega hormona – TRH in LTH. Napredek je bil še vedno počasen, konkurenta sta se redno zbadala v člankih, prerekala na kongresih in si nista delila materiala, zaradi pomanjkanja rezultatov pa sta tvegala tudi ukinitev financiranja s strani Nacionalnih inštitutov za zdravje. Schallyjevi skupini je uspelo 6. novembra 1969, manj kot teden dni pred Guilleminovo, objaviti zgradbo TRH. Naslednji je bil LTH, s terapevtskega vidika mnogo zanimivejši hormon, kjer je Schally leta 1971 spet prehitel Guillemina, tokrat za kakšen mesec. Guillemin je bil v tem času že profesor na Baylorjevi univerzi, leta 1970 pa je sprejel položaj raziskovalca na Salkovem inštitutu v Kaliforniji
Guillemin se je na koncu proslavil z odkritjem strukture še tretjega hormona, somatostatina, kjer je Schallyjeva skupina kasneje samo potrdila enako zgradbo pri prašičih. Med endokrinologi je še zdaj deljeno mnenje, ali je bilo rivalstvo koristno ali je zavrlo napredek. CRF je šele leta 1981 izoliral Guilleminov sodelavec Wyle Vale, takrat se je izkazalo, da so bile težave zaradi posebej kompleksne zgradbe molekule.
Po odkritju somatostatina se je preusmeril v študijo živčnih prenašalcev in odkril nov razred teh snovi, endorfine, ki sodelujejo pri regulaciji bolečine. Z aktivnim delom je končal leta 1989, ko se je upokojil kot raziskovalec. Med leti 2007 in 2009 je deloval kot začasni predsednik Salkovega inštituta.

## Priznanja
Neposredni dokaz prvih nevrohormonov je pritegnil veliko pozornosti znanstvene skupnosti, ki je njun prispevek obravnavala kot enakovreden, in Schally ter Gullemin sta leta 1975 prejela nagrado Alberta Laskerja za temeljne medicinske raziskave, leta 1977 pa tudi Nobelovo nagrado za fiziologijo ali medicino.
Gullemin sam je pred tem prejel še Nacionalno medaljo znanosti (1975). Izvoljen je bil tudi za člana Nacionalne akademije znanosti. ter Ameriške akademije umetnosti in znanosti. V Franciji je bil leta 1984 imenovan za častnika reda legije časti, leta 2015 pa je bil povišan v poveljnika.